# 산자이

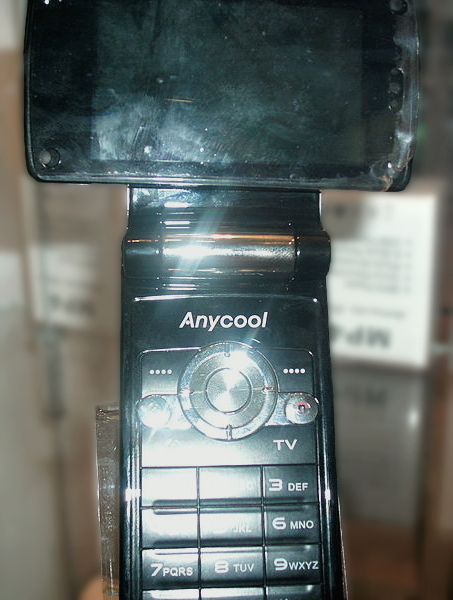
회전이 가능한 애니콜 V876 휴대폰. 진품에서 볼 수 없는 추가 기능은 특히 2000년대 초 산자이 전자제품의 특징의 하나이다.

산자이(중국어: 山寨, 병음: shānzhài)는 중화인민공화국의 위조품을 일컫는 말이다. 중국어 원래 뜻으로는 산에 목책이 둘러져 있는 곳이나 산적의 소굴을 뜻하는 말이다. 이것이 정부의 관리/통제에서 벗어난 지역의 뜻으로 쓰였다.
산자이는 주강 삼각주의 선전 시 일대에서 주로 생산된다, 산자이는 중화인민공화국에서만 판매되는 데 그치지 않는다. 버락 오바마의 2008년 대선 때 버락 오바마 아버지의 고향 케냐에 버락 오바마의 문구가 들어간 중국산 산자이 휴대폰이 팔렸다. 오늘날 산자이는 진품을 능가하는 기능까지 갖추어 나가고 있다. 안드로이드 운영 체제를 이용해 아이폰의 외관을 갖춘 산자이폰이 화제가 되었다.